# Gifford Lectures

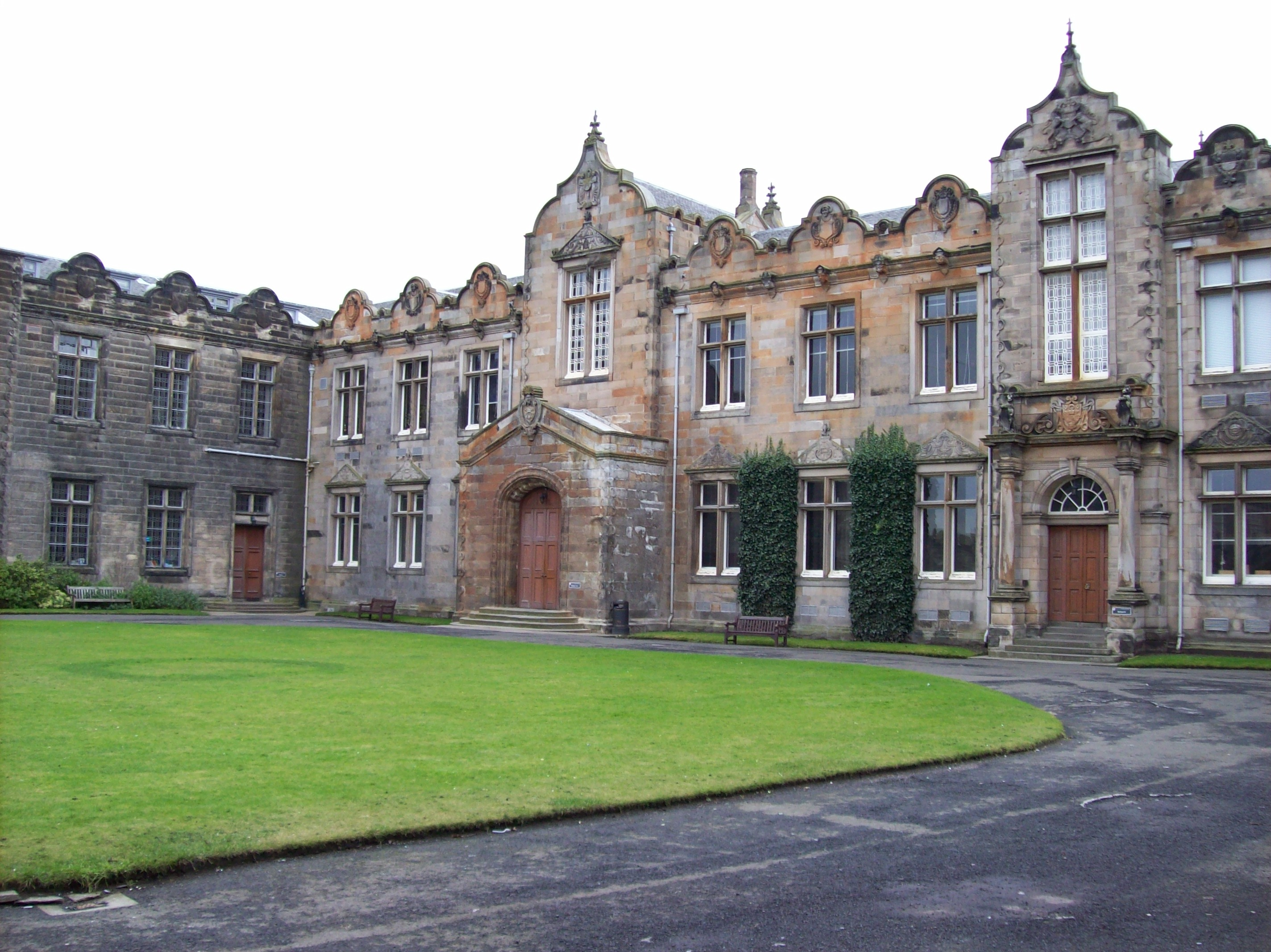
Cour de l'université de St Andrews (Saint Salvator's College), en Écosse.

Les Gifford Lectures (de l'anglais lecture : « cours magistral ») sont une série de conférences fondées par la volonté testamentaire d'Adam Gifford (mort en 1887) et se tenant dans les universités écossaises : l'université d'Aberdeen, l'université d'Édimbourg, l'université de Glasgow et l'université de St Andrews. Elles furent établies pour « promouvoir et diffuser l'étude de la Théologie Naturelle au sens le plus large du terme — en d'autres termes, la connaissance de Dieu ». L'expression théologie naturelle, telle que Gifford l'emploie, signifie la théologie soutenue par la science. 
Ces conférences se présentent en général comme un cycle couvrant une année universitaire et donné en vue d'être publié sous la forme d'un livre. Un certain nombre de ces travaux sont devenus des classiques dans les champs de la théologie ou de la philosophie et de leur relation à la science. Une nomination aux Gifford Lectures constitue l'un des honneurs les plus prestigieux dans le milieu universitaire écossais. Quelques grands auteurs français, tels que Raymond Aron, Henri Bergson, Gabriel Marcel, Mohammed Arkoun,  Paul Ricœur, Jean-Luc Marion et Bruno Latour ont donné une série de conférences aux Gifford Lectures[réf. nécessaire].